# Santa Elena (Paraguay)
Santa Elena es una ciudad paraguaya ubicada en el departamento de Cordillera. Se sitúa a 101 km de Asunción. Es considerada como "la ciudad de la mandarina". Santa Elena es un desprendimiento de Itacurubí de la Cordillera, fue elevada a la categoría de distrito el 5 de octubre de 1936.

## Toponimia
Su nombre es en honor a Santa Elena, santa a quien admiraba doña Elena Gaona viuda de Cáceres. Anteriormente era llamada “Estancia Guasú”.

## Geografía

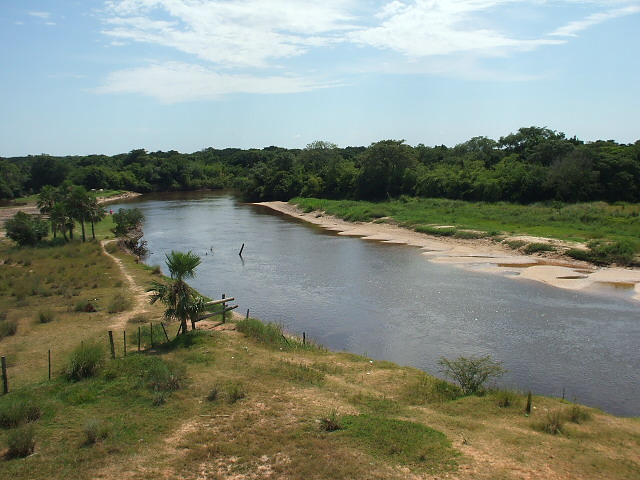
Río Yhaguy.

Está ubicada sobre el río Yhaguy, cercana a Itacurubí. El clima es templado y seco. La temperatura media es de 22 °C, la máxima en verano 39 °C y la mínima en invierno, 3 °C.

## Demografía
La vida en este lugar es una vida tranquila ya que es un pueblo eminentemente rural, pero con todos los avances tecnológicos, lo que hace que sus habitantes tengan a la vez una vida vanguardista y tradicional de la campiña paraguaya.
La población es eminentemente católica, aunque hay varias iglesias protestantes con pocos fieles. De todas maneras, en el desarrollo integral de Santa Elena la Iglesia católica no ha influido, salvo simples tradiciones que nunca ayudan a un cambio radical en la prosperidad de sus habitantes. 

## Economía
El pueblo subsiste en su mayor parte del estado, ya que en su mayoría la gente tiene un ingreso del estado. También existe ganadería y agricultura de subsistencia, además del sector comercial.

## Cultura
La máxima celebración religiosa es el día de Santa Elena, emperatriz de Constantinopla, que se celebra el 18 de agosto. También es muy adepta de celebrar los días de: San Blás, San Roque, Santa Rosa y Semana Santa, fecha de reunión obligada de todos los familiares residentes en otros puntos del país que vienen a celebrar estas fechas y compartir las costumbres y tradiciones.
Festividades de las comunidades y barrios
- Fiesta en honor de san Blas - 3 de febrero - Barrio Lomas Clavel.
- Fiesta en honor de san Antonio de Padua - 13 de junio - Barrio San Antonio.
- Fiesta en honor a la Virgen del Carmen - 16 de julio - Compañía Yhaguy Costa
- Fiesta en honor a Santa Librada - 20 de julio - Compañía Campichuelo.
- Fiesta en honor de san Roque - 16 de agosto - Compañía San Roque.
- Fiesta en honor a Santa Rosa de Lima - 30 de agosto - Compañía Paso Tranquera
- Fiesta en honor de san Miguel Arcángel - Bario San Miguel
- Fiesta en honor a Virgen del Rosario - Compañía Costa Elena.
- Fiesta en honor a Virgen de Caacupé - 8 de Diciembre - Compañía Toropi Ruguá
- Fiesta en honor al Niño Jesús - 25 de Diciembre - Compañía Ykuá Pora.

Colegios Secundarios
- Colegio Nacional Santa Elena, el más tradicional
- Colegio Nacional San Roque, Bachillerato Técnico en Contabilidad

Escuelas Primarias
- Cuenta con más de 30 escuelas primarias distribuidas en todas sus compañías.
- Escuela principal es la Escuela Básica N.º 48 Dr. Víctor Boettner.
- Escuela Básica N.º 1087 Parroquial
- Escuela Básica Padre Victorino Torres Leiva - Compañía Toropi Rugua
- Escuela Básica Divino Niño Jesús - Compañía Ykua Porã
- Escuela Básica Julián Riquelme - Compañía Yhaguy Costa.
- Escuela Básica Manuel Domínguez - Compañía Paso Tranquera.
- Escuela Básica Maestro León Severiano Cáceres - Compañía Toropi Loma
- Escuela Básica N.º 381 San Roque

Deportes
Los clubes más populares de la ciudad son el Sportivo Santa Elena y el 5 de octubre, ambos estás ubicados en el mismo centro de la ciudad. Y cada compañía cuenta con sus respectivos clubes de fútbol, que suelen competir en los torneos distritales que se lleva a cabo todos los años entre los meses de noviembre a febrero.
- Club 25 de Diciembre (club de calendario) - Compañía Ykua Pora.
- Club 3 de Febrero (club de calendario) - Compañía Ykua Pora.
- Club 13 de Junio (club de calendario) - Barrio San Antonio.
- Club 3 de Mayo (club de calendario) - Barrio Lomas Clavel.
- Club 30 de agosto (club de calendario) - Compañía Paso Tranquera.
- Club 1.º de Mayo (club de calendario) - Compañía Yhaguy Costa.
- Club Sport Yhaguy - Compañía Campichuelo.
- Club 5 de Octubre (club de calendario) - Compañía Toropi Loma.
- Club 12 de Junio (club de calendario) - Compañía Paso Cabral.
- Club General Díaz - Compañía María Auxiliadora.
- Club Juvenil - Compañía San Roque.
- Club 4 de Julio (club de calendario) - Compañía San Roque.
- Club Teniente Martínez - Compañía Costa Elena.
- Club 12 de Octubre (club de calendario) - Compañía Toropi Ruguá.
- Club Lomas Valentinas - Compañía Toropi Ruguá